# 구경장

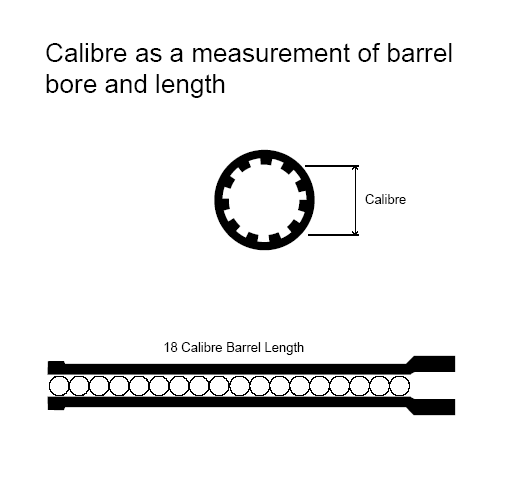
18구경장의 개념도.

구경장(口徑長, caliber length)은 총포의 구경을 길이의 단위로 사용해 총포신 길이를 나타내는 것이다. 예컨대 영국 비커스에서 만든 14 인치 45 구경장 함포는 구경이 14 인치(355.6 밀리미터)이므로, 포신 길이는 구경의 45배인 52 피트 6인치(16 미터)이다.
구경장은 보통 약자에서 length를 의미하는 L로 표시한다. 예컨대 독일 국방군의 8.8 cm 36호 전차포는 약자 표기가 "8,8 cm KwK 36 L/56"이다. 이때 8,8 cm가 구경, L/56이 56 구경장임을 의미한다.